# Kashibai
Kashibai (fl. XVIII secolo) è stata la prima moglie di Bajirao I, generale e uno dei più influenti dei nove Peshwa (Primo Ministro) della famiglia Bath, durante il regno di Shahu Raje Bhosale, quarto Chhatrapati (imperatore) dell'Impero Maratha.

## Primi anni
Kashibai era la figlia di Mahadji Krishna Joshi e di Shiubai di Chas, appartenenti ad una ricca famiglia di banchieri. Aveva anche un fratello di nome Krishnarao Chaskar. Era affettuosamente chiamata "Laadubai" ed era nata e cresciuta nel villaggio di Chaaskaman, che si trova a 70 km da Pune. Kashibai fu una ragazza istruita e si sa che ebbe una biblioteca personale. Soffrì fin dalla giovane età di una forma di artrite debilitante.

## Matrimonio
Kashibai sposò Bajirao l'11 marzo 1720 in una cerimonia domestica a Saswad. Il matrimonio fu felice e Bajirao era essenzialmente monogamo per natura e tradizione di famiglia. Kashibai, dal suo canto, fu una sposa devota al marito come richiedeva la tradizione.
Kashibai ebbe quattro figli con Bajirao:
1. Balaji Baji Rao (noto come Nanasaheb), nato nel 1721, che diventerà poi Peshwa dell'imperatore Shahu nel 1740, succedendo di fatto al padre.
2. Ramchandra, morto in giovane età
3. Raghunath Rao (soprannominato "Ragoba")[7], che ricoprì l'incarico di Peshwa tra il 1773 e il 1774, prima di allearsi con gli inglesi
4. Janardan Rao, che morì anch'egli in giovane età.[3]

Poiché generalmente i membri maschi della famiglia erano lontani sui campi di battaglia, Kashibai controllava la gestione quotidiana dell'impero, specialmente di Pune.
Bajirao prese una seconda moglie, Mastani, figlia del re indù Chhatrasal di Bundelkhand e della sua concubina musulmana. Il matrimonio era puramente politico e Bajirao aveva accettato la sua mano per puro riguardo del re del Bundelkhand. Tuttavia, questo matrimonio non fu accettato dalla famiglia Bhat. Kashibai, che aveva un carattere silenzioso e pacato, non si schierò contro Mastani nella guerra domestica condotta dalla famiglia. Lo storico Pandurang Balkawade nota che vari documenti storici suggeriscono che Kashibai fosse pronta ad accettare Mastani come seconda moglie di Bajirao, ma non poteva farlo andando contro sua suocera Radhabai e su cognato Chimaji Appa. Come molte donne dell'India del XVIII secolo, non aveva voce in capitolo su queste questioni.
Mentre i bramini di Pune boicottavano la famiglia del Peshwa a causa dei rapporti di Bajirao con Mastani, Chimaji Appa e Nanasaheb decisero di forzare la separazione di Bajirao e Mastani all'inizio del 1740. Mentre Bajirao era lontano da Pune per una spedizione, Mastani fu messa agli arresti domiciliari. 
Bajirao morì improvvisamente all'età di 39 nel 1740. Si dice che Kashibai lo abbia servito sul letto di morte come una moglie leale e rispettosa.

## Gli ultimi anni
Mastani morì poco tempo dopo il marito, forse di dolore, o forse compiendo il rito sati sulla pira funeraria del marito. Kashibai si prese cura del figlio di Mastani, Shamsher Bahadur, facendolo istruire all'uso delle armi.
Kashibai si avvicinò maggiormente alla religione dopo la morte del marito, arrivando a compiere diversi pellegrinaggi e soggiornando a Benares per quattro anni. Durante uno di questi pellegrinaggi fu accompagnata da 10.000 pellegrini e spese oltre 100.000 rupie.
Nel luglio del 1747, di ritorno da un pellegrinaggio a Rameshwar, commissionò un tempio dedicato a Shiva nella sua città, Chas, chiamato Tempio Someshwar. Costruito nel 1749, il tempio si erge su un terreno di 6100 metri quadrati ed è famoso per le celebrazioni di Tripurari Poornima (una festa della luna piena).

## Nella cultura di massa
Kashibai è stata interpretata da Priyanka Chopra nel film del 2015 Bajirao Mastani della regista Sanjay Leela Bhansali.